# كارل ويلهلم بيترسن
كارل ويلهلم بيترسن (بالألمانية: Carl Wilhelm Petersen)‏ هو سياسي ألماني، ولد في 1868 في هامبورغ في ألمانيا، وتوفي بنفس المكان في 6 نوفمبر 1933. نشط حزبياً في الحزب الديمقراطي الألماني. وقد انتخب عضو البرلمان هامبورغ وانتخب عمدة وانتخب عضو مجلس النواب الألماني للجمهورية فايمار.